# Švédsko na Letních olympijských hrách 1920
Švédsko na Letních olympijských hrách 1920 v belgických Antverpách reprezentovalo 260 sportovců, z toho 247 mužů a 13 žen. Nejmladším účastníkem byl Nils Skoglund (14 let, 8 dní), nejstarší pak Oscar Swahn (72 let, 281 dní). Reprezentanti vybojovali 64 medaile, z toho 19 zlatých, 20 stříbrných a 25 bronzových.

## Medailisté
| Medaile | Jméno | Sport                | Disciplína                                  |
| ------- | --- | -------------------- | ------------------------------------------- |
| Zlato   | William Pettersson | Atletika             | Muži skok do dálky                          |
| Zlato   | Harry Stenqvist | Cyklistika           | Muži časovka jednotlivců                    |
| Zlato   | Arvid Wallman | Skoky do vody        | Muži věž (5 a 10 m)                         |
| Zlato   | Janne Lundblad | Jezdectví            | Jednotlivci - drezura                       |
| Zlato   | Helmer Mörner Åge Lundström Georg von Braun Gustaf Dyrsch | Jezdectví            | Družstvo - jezdecká všestrannost            |
| Zlato   | Claës König Hans von Rosen Daniel Norling Frank Martin | Jezdectví            | Družstva - parkurové skákání                |
| Zlato   | Helmer Mörner | Jezdectví            | Jednotlivci - jezdecká všestrannost         |
| Zlato   | Gillis Grafström | Krasobruslení        | Muži jednotlivci                            |
| Zlato   | Magda Julinová | Krasobruslení        | Ženy jednotlivci                            |
| Zlato   | Fausto Acke Albert Andersson Arvid Andersson Helge Bäckander Bengt Bengtsson Fabian Biörck Erik Charpentier Sture Ericsson Konrad Granström Helge Gustafsson Åke Häger Sven Johnson Sven-Olof Jonsson Ture Hedman Karl Lindahl Edmund Lindmark Bengt Morberg Frans Persson Klas Särner Curt Sjöberg Gunnar Söderlindh John Sörenson Alf Svensén Gösta Törner | Sportovní gymnastika | Družstvo mužů                               |
| Zlato   | Gustaf Dyrssen | Moderní pětiboj      | Muži jednotlivci                            |
| Zlato   | Gösta Lundquist Rolf Steffenburg Gösta Bengtsson | Jachting             | třída 30 m²                                 |
| Zlato   | Tore Holm Yngve Holm Axel Rydin Georg Tengvall | Jachting             | třída 40 m²                                 |
| Zlato   | Hugo Johansson | Sportovní střelba    | Jednotlivci karabin - 600 m - v leže        |
| Zlato   | Håkan Malmrot | Plavání              | Muži 200 m prsa                             |
| Zlato   | Håkan Malmrot | Plavání              | Muži 400 m prsa                             |
| Zlato   | Carl Westergren | Zápas                | řecko-římský do 75 kg                       |
| Zlato   | Claes Johansson | Zápas                | řecko-římský do 82,5 kg                     |
| Zlato   | Anders Larsson | Zápas                | volný styl do 82,5 kg                       |
| Stříbro | Gottfrid Svensson | Zápas                | volný styl do 67,5 kg                       |
| Stříbro | Thor Henning | Plavání              | Muži 200 m prsa                             |
| Stříbro | Thor Henning | Plavání              | Muži 400 m prsa                             |
| Stříbro | Mauritz Eriksson | Sportovní střelba    | Jednotlivci karabin - 600 m - v leže        |
| Stříbro | Gustaf Svensson Ragnar Svensson Percy Almstedt Erik Mellbin | Jachting             | třída 40 m²                                 |
| Stříbro | Erik de Laval | Moderní pětiboj      | Muži jednotlivci                            |
| Stříbro | Svea Norénová | Krasobruslení        | Ženy jednotlivci                            |
| Stříbro | Harry Stenqvist Ragnar Malm Axel Wilhelm Persson Sigfrid Lundberg | Cyklistika           | Družstvo mužů závod na čas (hromadný start) |
| Stříbro | Carl Johan Lind | Atletika             | Muži hod kladivem                           |
| Stříbro | Folke Janson | Atletika             | Muži trojskok                               |
| Stříbro | Eric Backman | Atletika             | Muži přespolní běh                          |
| Stříbro | Nils Skoglund | Skoky do vody        | Muži věž (5 a 10 m)                         |
| Stříbro | Erik Adlerz | Skoky do vody        | Muži věž 10 m                               |
| Stříbro | Bertil Sandström | Jezdectví            | Jednotlivci - drezura                       |
| Stříbro | Åge Lundström | Jezdectví            | Jednotlivci - jezdecká všestrannost         |
| Stříbro | Anders Andersson Casimir Reuterskiöld Gunnar Gabrielsson Sigvard Hultcrantz Anders Johnsson | Sportovní střelba    | Družstvo mužů pistol - 50 m                 |
| Stříbro | Sigvard Hultcrantz Erik Ohlsson Leon Lagerlöf Ragnar Stare Oscar Eriksson | Sportovní střelba    | Družstvo mužů karabin - 50 m                |
| Stříbro | Alfred Swahn | Sportovní střelba    | Jednotlivci běžící jelen - 100 m jedna rána |
| Stříbro | Fredric Landelius Alfred Swahn Oscar Swahn Bengt Lagercrantz Edward Benedicks | Sportovní střelba    | Družstvo mužů běžící jelen - 100 m dvě rány |
| Stříbro | Fredric Landelius | Sportovní střelba    | Jednotlivci běžící jelen - 100 m dvě rána   |
| Bronz   | Nils Engdahl | Atletika             | Muži běh na 400 m                           |
| Bronz   | Eric Backman | Atletika             | Muži běh na 5000 m                          |
| Bronz   | Sven Malm Agne Holmström William Pettersson Nils Sandström | Atletika             | Muži štafeta 4 × 100 m                      |
| Bronz   | Eric Backman Gustaf Mattsson Hilding Ekman Verner Magnusson Lars Hedwall Knut Alm | Atletika             | Družstvo mužů - přespolní běh               |
| Bronz   | Eric Backman Sven Emil Lundgren Edvin Wide Josef Holsner John Zander | Atletika             | Družstvo mužů - běh na 3000 m               |
| Bronz   | Bo Ekelund | Atletika             | Muži skok do výšky                          |
| Bronz   | Erik Abrahamsson | Atletika             | Muži skok do dálky                          |
| Bronz   | Erik Almlöf | Atletika             | Muži trojskok                               |
| Bronz   | Carl Johan Lind | Atletika             | Muži hod závažim (25 kg)                    |
| Bronz   | Bertil Ohlson | Atletika             | Muži desetiboj                              |
| Bronz   | Johan Jansson | Skoky do vody        | Muži věž (5 a 10 m)                         |
| Bronz   | Eva Olliwier | Skoky do vody        | Ženy věž 10 m                               |
| Bronz   | Hans von Rosen | Jezdectví            | Jednotlivci - drezura                       |
| Bronz   | Carl Gustaf Lewenhaupt | Jezdectví            | Jednotlivci - parkurové skákání             |
| Bronz   | Carl Green Anders Mårtensson Oskar Nilsson | Jezdectví            | Družstvo - krasojízda                       |
| Bronz   | Gösta Runö | Moderní pětiboj      | Muži jednotlivci                            |
| Bronz   | Olle Ericsson Hugo Johansson Leon Lagerlöf Mauritz Eriksson Walfrid Hellman | Sportovní střelba    | Družstvo mužů karabin - 300 m - stojmo      |
| Bronz   | Mauritz Eriksson Hugo Johansson Erik Blomqvist Erik Ohlsson Gustaf Adolf Jonsson | Sportovní střelba    | Družstvo mužů karabin - 600 m - v leže      |
| Bronz   | Erik Lundquist Per Kinde Fredric Landelius Alfred Swahn Karl Richter Erik Sökjer-Petersén | Sportovní střelba    | Družstvo mužů trap                          |
| Bronz   | Aina Bergová Emy Machnow Carin Nilsson Jane Gylling | Plavání              | Ženy štafeta 4 × 100 m - volný styl         |
| Bronz   | Theodor Nauman Pontus Hanson Max Gumpel Torsten Kumfeldt Wille Andersson Nils Backlund Robert Andersson Erik Andersson Harald Julin Erik Bergqvist | Vodní polo           | Družstvo mužů                               |
| Bronz   | Albert Pettersson | Vzpírání             | Muži váha střední                           |
| Bronz   | Erik Pettersson | Vzpírání             | Muži váha lehkotěžká                        |
| Bronz   | Fritiof Svensson | Zápas                | řecko-římský do 60 kg                       |
| Bronz   | Ernst Nilsson | Zápas                | volný styl nad 82,5 kg                      |